# Dissolució de Txecoslovàquia

Bandera oficial de Txecoslovàquia (1918-1992), que va heretar un dels 2 països que var sorgir; la República Txeca.

S'entén per dissolució de Txecoslovàquia la dissolució de l'antic estat de Txecoslovàquia, escindit en dos nous estats, la República Txeca i Eslovàquia, escissió que va entrar en vigor l'1 de gener de 1993. Sovint es refereix com el "Divorci de Vellut", una referència a la Revolució de Vellut de 1989 que va conduir al final del govern del Partit Comunista de Txecoslovàquia i la formació d'un govern nou no comunista, tot amb maneres suaus i elegants, com de vellut.

## Els antecedents
Txecoslovàquia va néixer de la dissolució de l'Imperi Austrohongarès al final de la Primera Guerra Mundial, a partir de la unió de Bohèmia i Moràvia, procedents de l'Imperi d'Àustria, amb Eslovàquia, procedent del Regne d'Hongria. Va ser dividida novament durant la Segona Guerra Mundial, entre un Protectorat de Bohèmia i Moràvia ocupat pel Tercer Reich i una Eslovàquia satèl·lit d'aquest. L'ocupació per part de la Unió Soviètica després de la Segona Guerra va veure l'organització de la República Socialista Txeca i la República Socialista Eslovaca, federades a la República Socialista de Txecoslovàquia (un territori abans txecoslovac al sud-est també va ser convertit en part d'Ucraïna, la Rutènia transcarpàtica). Era aquesta configuració política la que es va convertir del socialisme al capitalisme per mitjà de la Revolució de Vellut a 1989.
Abans dels anys 1990, el producte interior brut  per capita de la República Txeca era aproximadament un 20% més alt que el d'Eslovàquia, però el creixement del seu PIB durador era inferior. Les transferències de diners del pressupost txec a Eslovàquia, que havien estat la regla en el passat, van cessar el gener de 1991.
Molts txecs i eslovacs desitjaven l'existència continuada d'una Txecoslovàquia federal. Una lleugera majoria d'eslovacs, però, advocava per una forma més relaxada de coexistència o per una independència completa. El novembre de 1992, per exemple, una enquesta va assenyalar que el 49% dels eslovacs i el 50% dels txecs estava en contra de la separació, mentre el 40% dels eslovacs la recolzava. L'enquesta també va trobar que el 41% dels txecs i el 49% dels eslovacs pensava que la qüestió hauria d'haver estat feta en un referèndum.

## La divisió
L'objectiu de les negociacions va canviar, passant-se a buscar la via per aconseguir una divisió pacífica. El 25 de novembre, el Parlament federal va adoptar la llei Constitucional que marcava el final d'existència de Txecoslovàquia, que va declarar que des del 31 de desembre de 1992 la República Federal txeca i eslovaca deixaria d'existir, i va assegurar els detalls tècnics necessaris.
La separació va passar sense violència, i així va ser anomenada: divorci de vellut, a imatge i semblança de la Revolució de Vellut que l'havia precedit, que va ser duta a terme mitjançant manifestacions massives i accions pacífiques, en contrast amb la desintegració sovint violenta de Iugoslàvia i de la Unió Soviètica o amb la Revolució Romanesa de 1989.
Tots dos països van ser admesos com a membres de la Unió Europea el 2004.

## Aspectes legals

### Divisió de la propietat nacional
La major part dels actius federals van ser dividits en proporció de 2 a 1 (la proporció aproximada entre la població txeca i eslovaca dins de Txecoslovàquia), inclosos l'equipament militar, els ferrocarrils, les infraestructures i els avions de passatgers. Algunes disputes menors (per exemple, sobre reserves d'or emmagatzemades a Praga, valoració del saber fer federal) van prosseguir durant uns anys després de la dissolució. El públic en ambdós països era bastant indiferent en relació amb aquestes disputes i amb el seu resultat.

### Divisió monetària
Al començament, l'antiga moneda txecoslovaca, la corona txecoslovaca, encara era usada en ambdós països (que en realitat constituïen així una unió monetària). El temor de possibles pèrdues econòmiques per part dels txecs va fer que els dos estats adoptessin dues monedes nacionals, el 8 de febrer de 1993, la corona txeca i la corona eslovaca. Al principi ambdues divises tenien un tipus de canvi igual, però més tard, en general, el valor de la corona eslovaca era inferior al de la de la corona txeca (fins aproximadament el 30%, en el 2004 al voltant del 25 -27%, posteriorment el 20%).

## Conseqüències

### Economia
La dissolució va tenir un lleuger impacte negatiu en les dues economies, sobretot en el 1993, quan els vincles  comercials tradicionals entre els dos territoris van quedar interromputs i va caldre acomodar-los a les pràctiques burocràtiques del comerç internacional, però l'impacte va resultar ser bastant inferior al que molts esperaven.
Les esperances que la dissolució donaria pas de forma immediata a una era d'alt creixement econòmic en la República Txeca (ja sense la necessitat de patrocinar a una Eslovàquia menys desenvolupada) van demostrar ser clarament incorrectes o molt exagerades. El mateix va passar amb l'esperança d'una Eslovàquia independent, inexplorada, que es convertiria en un nou "tigre econòmic", que es va demostrar era parcialment infundada. El nivell del producte interior brut eslovac és encara inferior al de la República Txeca, el creixement del PIB eslovac, però, ha estat constantment més alt que el txec des de 1994.

### Ciutadania
La doble nacionalitat entre els dos estats no va ser al principi permesa; només anys més tard la van fer possible els tribunals, però només un grapat de persones han exercit aquest dret. Ja que tots dos països són actualment membres d'Unió Europea, aquesta qüestió s'ha fet menys important a causa de la lliure circulació de persones que va introduir la ciutadania europea creada pel Tractat de Maastricht en el 1992. Aquesta política significa que els ciutadans de qualsevol estat membre de la Unió Europea tenen el dret a residir i treballar a tot arreu dins del territori de la Unió Europea (encara que aquest dret està subjecte a algunes excepcions durant un període de transició). En cas dels moviments entre la República Txeca i Eslovàquia, aquesta política va entrar en vigor a partir de 2004, de manera que els ciutadans d'ambdós països se'ls va permetre l'encreuament de la frontera entre ambdues nacions sense necessitat de passaport, al mateix temps que se'ls permetia treballar en qualsevol lloc sense la necessitat d'obtenir un permís oficial (aquest dret ha estat utilitzat principalment pels eslovacs que treballen a la República Txeca).

### Gitanos
Un dels problemes no solucionats durant la dissolució era la qüestió d'un gran nombre de  població gitana que viu a la República Txeca, i que van néixer i oficialment es van registrar en l'actual Eslovàquia. La major part d'ells no van registrar de nou el seu lloc oficial de residència durant els mesos anteriors a la dissolució, quedant obert un interrogant sobre la seva nacionalitat. La llei txeca va permetre una concessió de ciutadania automàtica només a aquells sense antecedents penals i això, segons s'informa, va excloure a un percentatge bastant elevat de gitanos. Eslovàquia no va voler concedir la ciutadania a persones que no residien allà i a més eren vistes com a problemàtiques. La qüestió va durar durant anys i al final, l'estat de coses existent va ser mantingut.

### Contactes entre llengües
A l'antiga Txecoslovàquia, el primer canal de televisió era un canal de titularitat federal i les llengües  txeca i  eslovaca van ser utilitzades en proporcions idèntiques en els noticiaris de televisió, encara que les pel·lícules estrangeres i les sèries de televisió fossin gairebé exclusivament doblades en txec, per exemple. Això va fer que gairebé tots els habitants d'ambdues nacions fos naturalment bilingües, sense problemes per a la comprensió de l'altra llengua (a més del fet que les dues llengües  eslaves encara són molt pròximes entre si).
Després del divorci, els nous canals de televisió a la República Txeca pràcticament van deixar d'usar l'eslovac, i els joves txecs nascuts després de l'escissió tenen ara una comprensió molt menor de la llengua eslovaca. Les notícies de la televisió txeca, però, recentment van començar a introduir de nou la cobertura en llengua eslovaca. També el nombre de llibres i periòdics en llengua eslovaca venuts a la República Txeca va caure dràsticament després de l'escissió.
A Eslovàquia, però, la major part dels proveïdors de televisió per cable ofereixen els canals de televisió txecs i, per motius econòmics, molts programes de televisió emesos pels canals eslovacs encara són doblats al txec, algunes de les pel·lícules estrenades als cinemes estan subtitulades en txec i hi ha molts més llibres i revistes en llengua txeca al mercat que abans del divorci. Els joves eslovacs encara tenen el mateix coneixement (si no és que fins i tot és millor) de la llengua txeca que els seus progenitors. A més tant la regulació tribunal com l'última versió de llei sobre la llengua oficial garanteixen als txecs el dret d'utilitzar la seva llengua en tots els procediments oficials amb autoritats eslovaques.

## Llegat
Després d'un període de transició d'aproximadament quatre anys, durant els quals les relacions entre els dos estats podrien ser caracteritzades com "un trauma post-divorci", les relacions actuals entre txecs i eslovacs, com molts indiquen, estan probablement millor del que han estat mai.
No ha aparegut cap moviment polític que pretengui reunir Txecoslovàquia de nou i cap partit polític advoca per això al seu programa. Les influències polítiques entre els països són mínimes. Les relacions comercials van ser restablertes i estabilitzades.